# Ринорея бенгальская
Ринорея бенгальская (лат. Rinorea bengalensis) — вид азиатских растений из рода ринорея. Обитает в зарослях и густых лесах ниже 600 м. Исследования в Малайзии показывают, что в частях разных видов растений есть разная концентрация никеля, но больше всего никеля в тканях флоэмы — до 7,9 % у Rinorea bengalensis. Исследование также показали то, что максимальная концентрация кобальта в листве достигает 1200 мкг/г.

## Ботаническое описание
Кустарники или небольшие деревья 1-5 м высотой. Молодые ветки с заметными листовыми рубцами, зеленоватые, голые или с очень небольшим количеством волосков; старые ветки темно-коричневые. Листья очередные, старые кожистые, слегка блестящие; прилистники ланцетные, 1-1,7 см длиной, на верхушке заостренные, летучие, рубчик круглый; черешок 5-12 мм, голый; листовая пластинка эллиптически-ланцетная или эллиптическая, (2,5-)5-12(-17) × 1,5-6 см, жилки приподняты с обеих сторон, боковые жилки очередные, 6-9-парные, жилки сетчатые, густые и заметные, основание клиновидное. , редко полуокруглые, края зубчатые, у основания слабозубчатые или частично зазубренные, на вершине заостренные. Цветки белые, в пазушных суженных кистях; цветоносы отсутствуют; цветоножка до 1 см, слегка желтовато-опушенная. Чашелистики широколанцетные, ок. 2 мм, абаксиально желто-бурые войлочно-опушенные. Лепестки яйцевидно-продолговатые, ок. 5 мм, вершина загнута. Тычинки с короткими нитями; пыльники 2-гнездные, продолговатые, продольно растрескивающиеся, придатки на вершине коннекторов широкояйцевидные. Капсула шаровидная, трехстворчатая. Семена широкояйцевидные, сизые, с коричневыми точками. Цветёт с апреля по май и октябрь. 

## Распространение и экология
Заросли, дремучие леса; ниже 600 м. Растёт в юго-западном Гуанси, Индии (Тируванантапурам, Коллам, Каннур, Ваянад), Малайзии, Мьянме, Шри-Ланке, Таиланде, во Вьетнаме и в северо-западной Австралии.
Период прорастания семян растения — от 24 до 31 дней. Вид также встречается на островах Тихого океана.

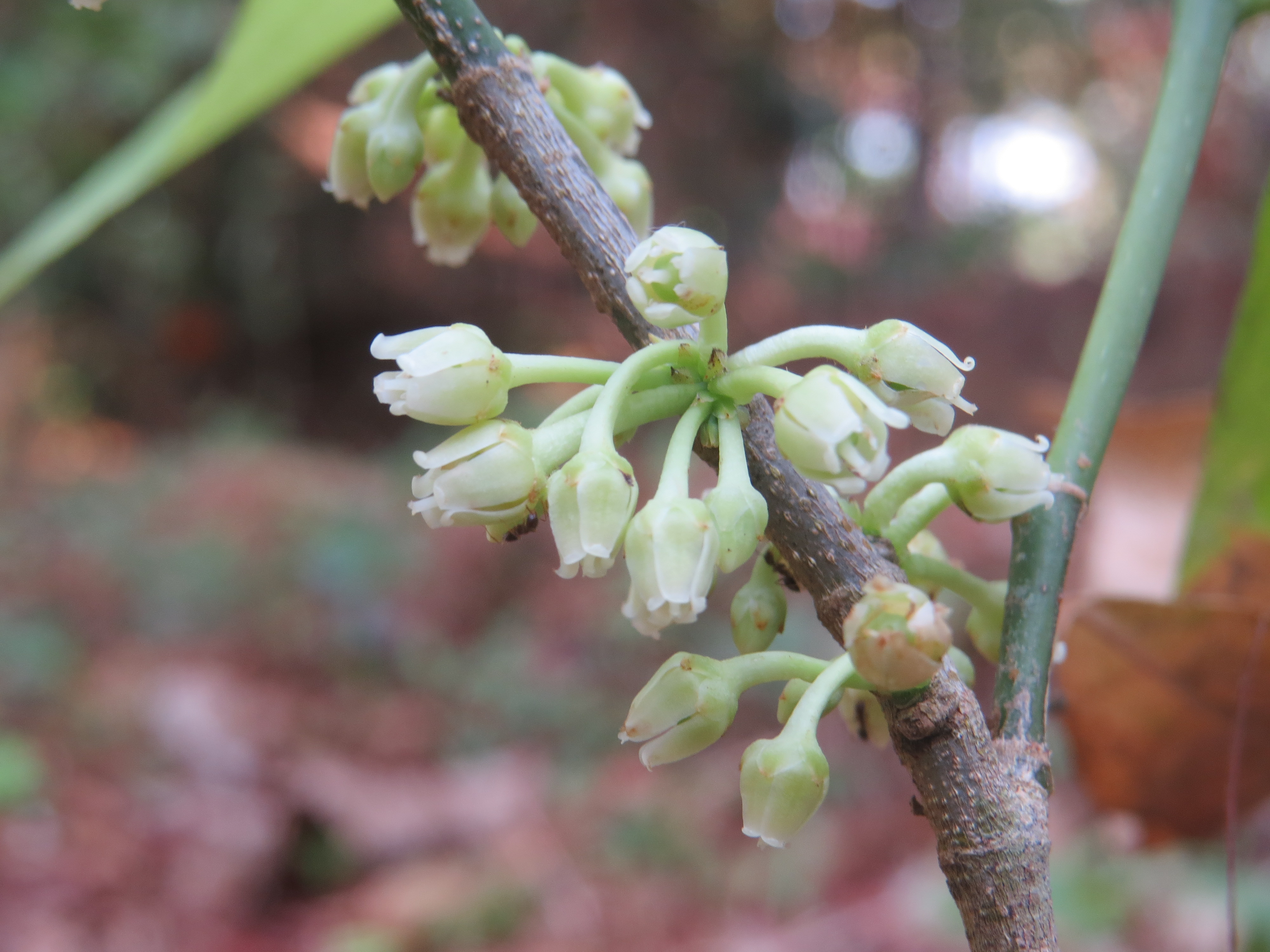
Цветки
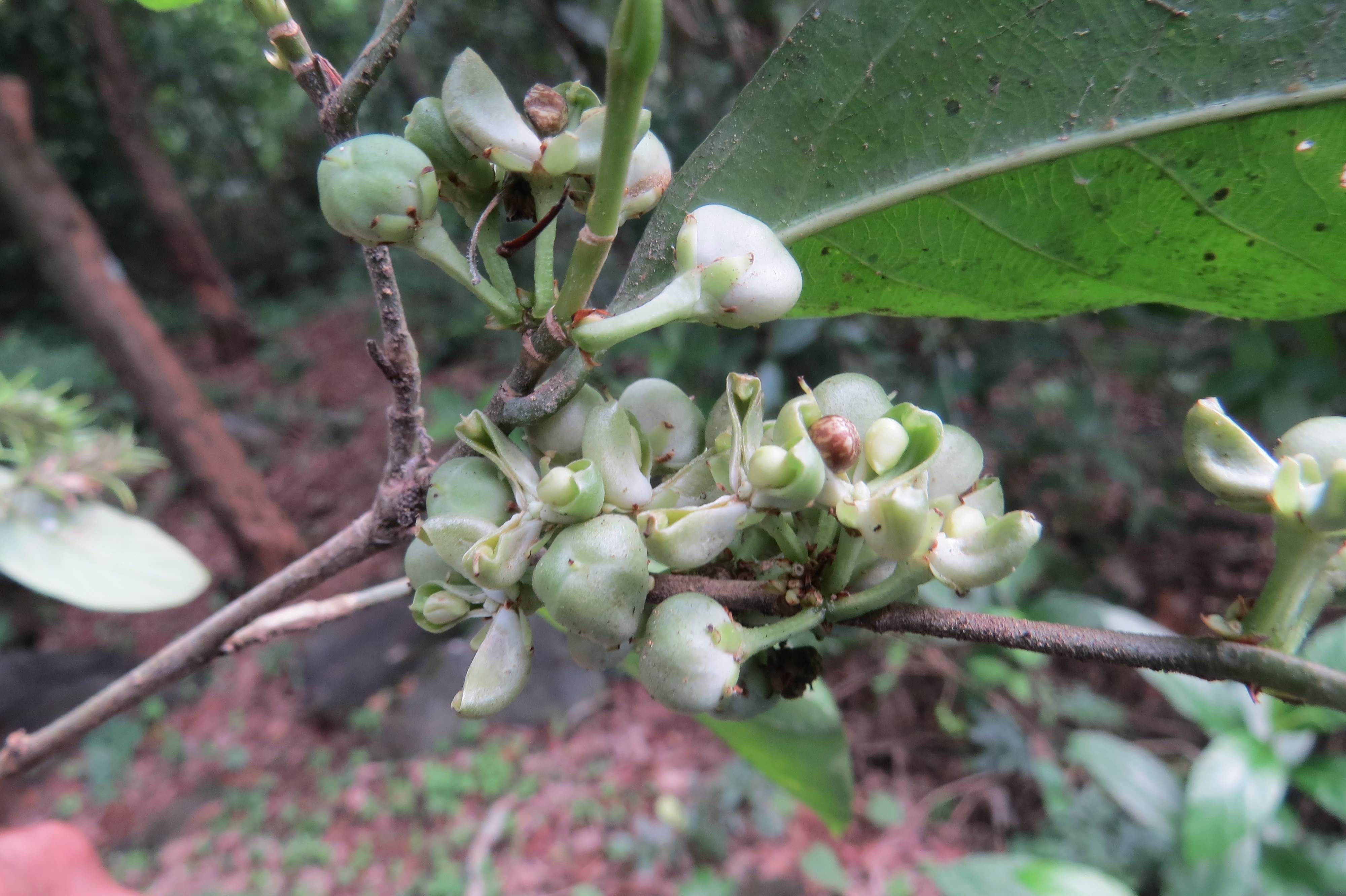
Плоды